# 吞拿魚包

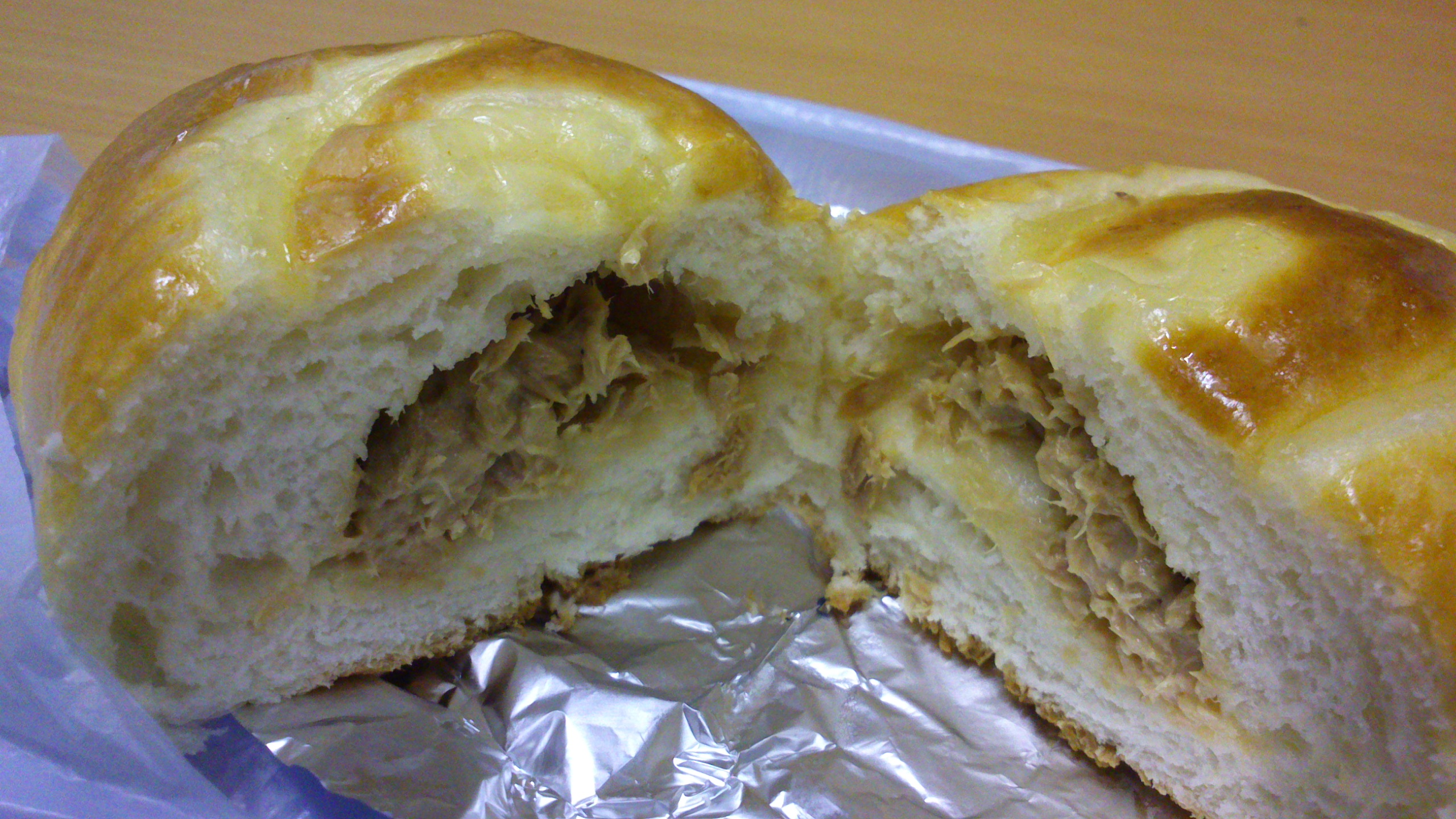
吞拿魚包的餡料

吞拿魚包是一種香港常見的麵包。包身類似一般西式麵包，包內含有吞拿魚餡料，而餡料通常使用吞拿魚醬做成。
大部分吞拿魚包都會把餡料放進包身內，這些吞拿魚包在製作包身的麵團初步完成後，便會把吞拿魚餡料放進麵團內，並在完成最後發酵後放進烤箱烘焙，所以在麵包的表面是找不到添加餡料的開口。
由於完整的吞拿魚肉成本較高，為了降低成本和簡化製作工序，大部分麵包店都會採用吞拿魚醬或罐頭吞拿魚作為吞拿魚包的餡料。
香港的麵包店通常會售賣多種麵包，為了容易把吞拿魚包從眾多麵包分別出來，除了會把吞拿魚包做成橢圓形外，另一個常見的方法便是在麵包烘焙前，在包身表面灑上少量碎紫菜或黑芝麻。
吞拿魚包在香港大部分麵包店都有供應。雖然大部分吞拿魚包的餡料都只是用吞拿魚醬製成，但這樣可使售價能夠大眾化，而且吞拿魚包是香港麵包店少數以魚肉作為餡料的麵包，所以有不少市民購買吞拿魚包作為早餐或茶點。

## 健康和衛生風險
因為吞拿魚包使用吞拿魚醬作為餡料，其飽和性脂肪含量較低。如果製作吞拿魚包的時候，不加入大量食鹽和糖分，一般而言會較菠蘿包和奶油包健康。
吞拿魚包作為一種有餡料的麵包，其吞拿魚餡料在室溫下較容易讓細菌大量繁殖，香港食物安全中心建議吞拿魚包不應在室溫下放置超過兩小時。

## 外部連接
维基共享资源上的相關多媒體資源：吞拿魚包